# Phaedrotettix toltecus
Phaedrotettix toltecus är en insektsart som beskrevs av Fontana och Buzzetti 2007. Phaedrotettix toltecus ingår i släktet Phaedrotettix och familjen gräshoppor. Inga underarter finns listade i Catalogue of Life.